# 延安西路駅
座標: 北緯31度12分41秒 東経121度24分44秒 / 北緯31.21139度 東経121.41222度
延安西路駅（えんあんせいろ-えき）は、中華人民共和国上海市長寧区に位置する上海軌道交通3号線と4号線の駅。

## 利用可能な鉄道路線
上海軌道交通
■3号線
■4号線

## 駅構造
相対式ホーム2面2線の高架駅。このホームを3号線と4号線が共用している。

## 駅周辺
- 東華大学
- 天山公園
- 凱橋緑地

## 歴史
- 2000年12月26日 - 3号線開通。
- 2005年12月31日 - 4号線開通。

## 隣の駅
上海軌道交通
■3号線
虹橋路駅 - 延安西路駅 - 中山公園駅
■4号線
虹橋路駅 - 延安西路駅 - 中山公園駅